# Camponotus indicatus
Camponotus indicatus é uma espécie de inseto do gênero Camponotus, pertencente à família Formicidae.